# Longquanzhen (ort i Kina, Hubei Sheng, lat 31,68, long 113,75)
Longquanzhen är en ort i Kina. Den ligger i provinsen Hubei, i den centrala delen av landet, omkring 130 kilometer nordväst om provinshuvudstaden Wuhan. Antalet invånare är 50 265. Befolkningen består av 24 627 kvinnor och 25 638 män. Barn under 15 år utgör 10,0 %, vuxna 15-64 år 79 %, och äldre över 65 år 10,0 %.
Runt Longquanzhen är det tätbefolkat, med 356 invånare per kvadratkilometer. Longquanzhen är det största samhället i trakten. Trakten runt Longquanzhen består till största delen av jordbruksmark.
Genomsnittlig årsnederbörd är 1 211 millimeter. Den regnigaste månaden är augusti, med i genomsnitt 187 mm nederbörd, och den torraste är december, med 12 mm nederbörd.